# Suor Emmanuelle
Suor Emmanuelle, in francese Sœur Emmanuelle, al secolo Madeleine Cinquin, nota anche come Emmanuelle del Cairo (Bruxelles, 16 novembre 1908 – Callian, 20 ottobre 2008), è stata una religiosa e missionaria belga naturalizzata francese.

## Biografia
Nata nel 1908 da madre belga e padre francese, secondogenita di tre figli, patì nel 1914 la perdita del padre, affogato a causa di una nuotata al largo finita male per via del mare agitato; trauma che fu all'origine della vocazione religiosa della giovane, deviandone progressivamente l'attenzione dai divertimenti alla ricerca spirituale.
Nel 1920 entrò nella congregazione delle Religiose di Nostra Signora di Sion e tre anni più tardi prese i voti, scegliendo lei stessa "Emmanuelle" come nome da suora. Laureatasi all'Università di Parigi, insegnò per i successivi quarant'anni filosofia e letteratura in scuole destinate ai rampolli delle classi agiate, prima in Turchia, poi in Tunisia e infine in Egitto.
Nel 1971, in pensione dall'insegnamento, scopre le realtà sociali più disagiate del Cairo e decide così di abitare nelle baraccopoli, nel distretto di Ezbet El Nakhl e presso il Muqattam; qui opera come missionaria fra gli straccivendoli che vivono in mezzo ai rifiuti e dove mancano i dispensari e le scuole per i bambini. Attivandosi per migliorare tali condizioni, ella collabora con copti e musulmani, evitando il proselitismo in favore del rispetto reciproco.
Dopo ventidue anni, nel 1993, le viene chiesto dai superiori di tornare in Francia, dove si dedicherà alla preghiera, a scrivere libri e a tenere interventi pubblici, lasciando ai più giovani la gestione della ONG caritativa da lei fondata nel 1980, la ASMAE - Association Sœur Emmanuelle, attiva in diversi Paesi.

## Opere
- Ricchezza della povertà, Milano, Jaca Book, 2003, ISBN 88-16-30391-3.
- Un povero ha gridato, Dio l'ascolta, Milano, Jaca Book, 2006, ISBN 88-16-30425-1.
- Confessioni di una religiosa, Milano, Jaca Book, 2010, ISBN 978-88-16-30476-5.